# Dainichi-ji (Itano)

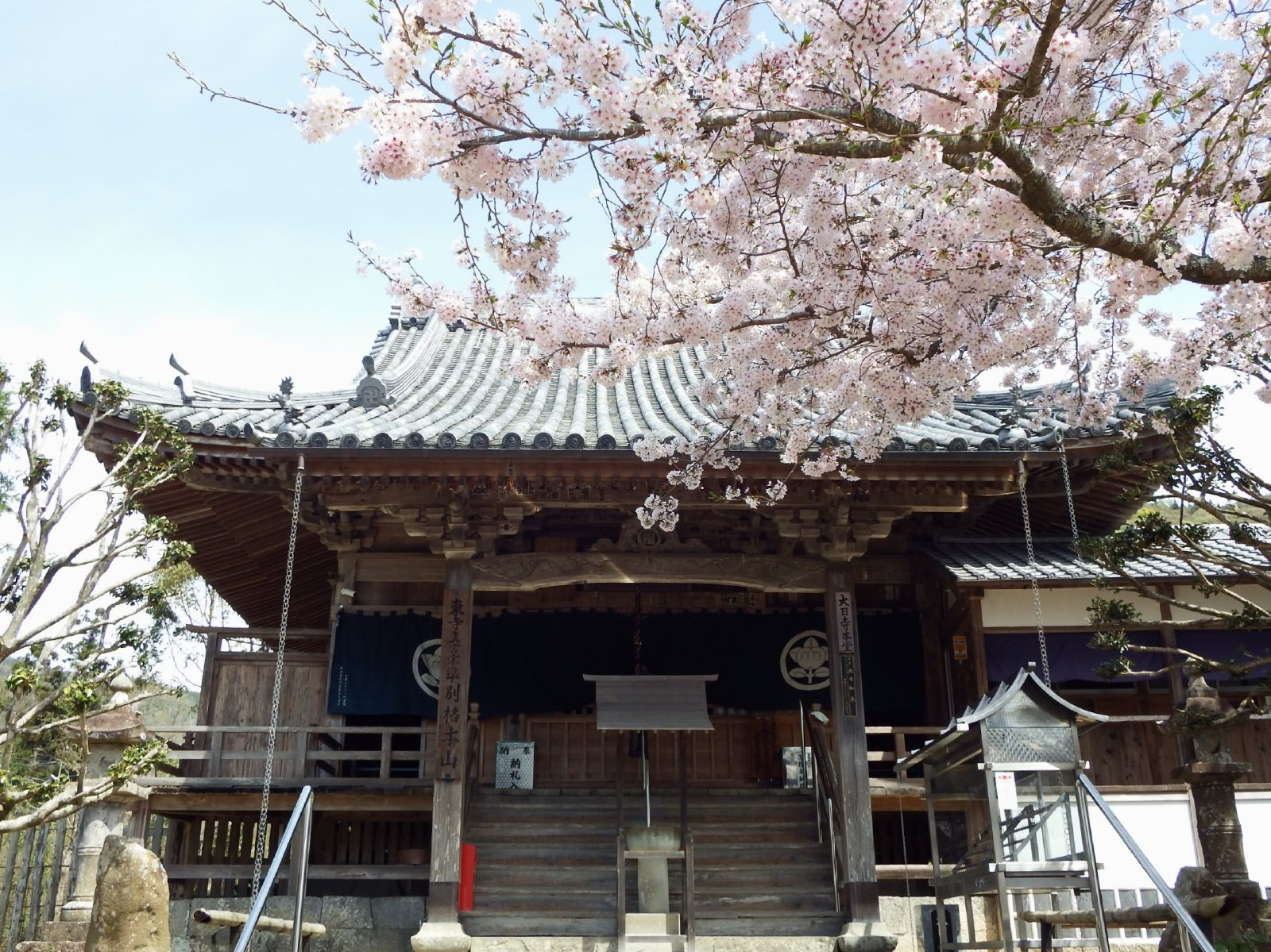
Haupthalle

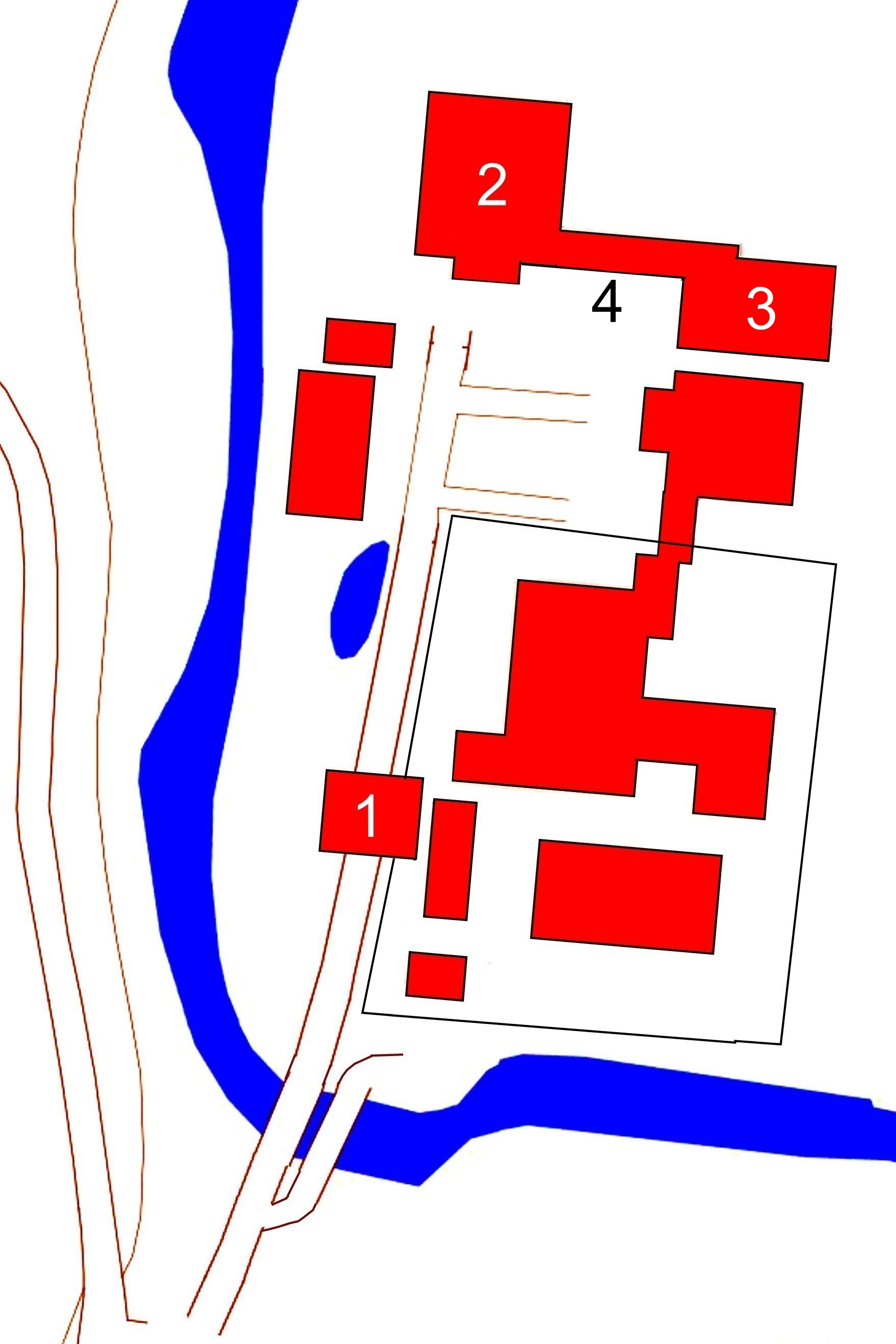
Plan des Tempels (s. Text)

Der Dainichi-ji (japanisch 大日寺) in Itano (板野町) in der Präfektur Tokushima mit den Go Kokuganzan (黒巌山) und Henjōin (遍照院) ist ein kleiner Tempel, der zur Tōji-Richtung (東寺派) des Shingon-Buddhismus gehört. Der Tempel liegt am Nordrand des Ortes auf halber Höhe einer Bergkette und ist in der traditionellen Zählung der vierte Tempel des Shikoku-Pilgerwegs.

## Geschichte
Priester Kūkai soll im Alter von 42 Jahren, also im Jahr 816, in diese Gegend gekommen sein und übernachtet haben. Zur Erinnerung schnitzte er eine 5,5 cm hohe Figur, den Dainichi Nyorai darstellend, von dem sich der Tempelname ableitet. Im Laufe der Jahre verfiel der Tempel jedoch immer mehr.
Der Wiederaufbau erfolgte Ende des 17. Jahrhunderts. Die Fürsten der Provinz Awa, die Hachisuka, förderten den Tempel, insbesondere der 5., Hachisuka Tsunanori (蜂須賀 綱矩; 1661–1730), unterstützte während der Hōreki-Ära (1751–1764) großzügig die Instandsetzungsmaßnahmen.

## Anlage
Man betritt die Anlage durch das Tempeltor (山門; 1), das als Turm-Tor ausgeführt ist, hier mit einem ungewöhnlich offenen Obergeschoss, das als Glockenturm dient. Voraus sieht man die Haupthalle (本堂; 2). Mit einem Gang ist die mit der „Halles des Tempelgründers“, der Daishidō (大師堂; 3), verbunden ist. In dem Gang [4] sind die 33 Kannon aufgestellt, die in Tempeln auf Shikoku verehrt werden. Sie stammen aus der Edo-Zeit und wurden von Gläubigen gestiftet.

## Bilder

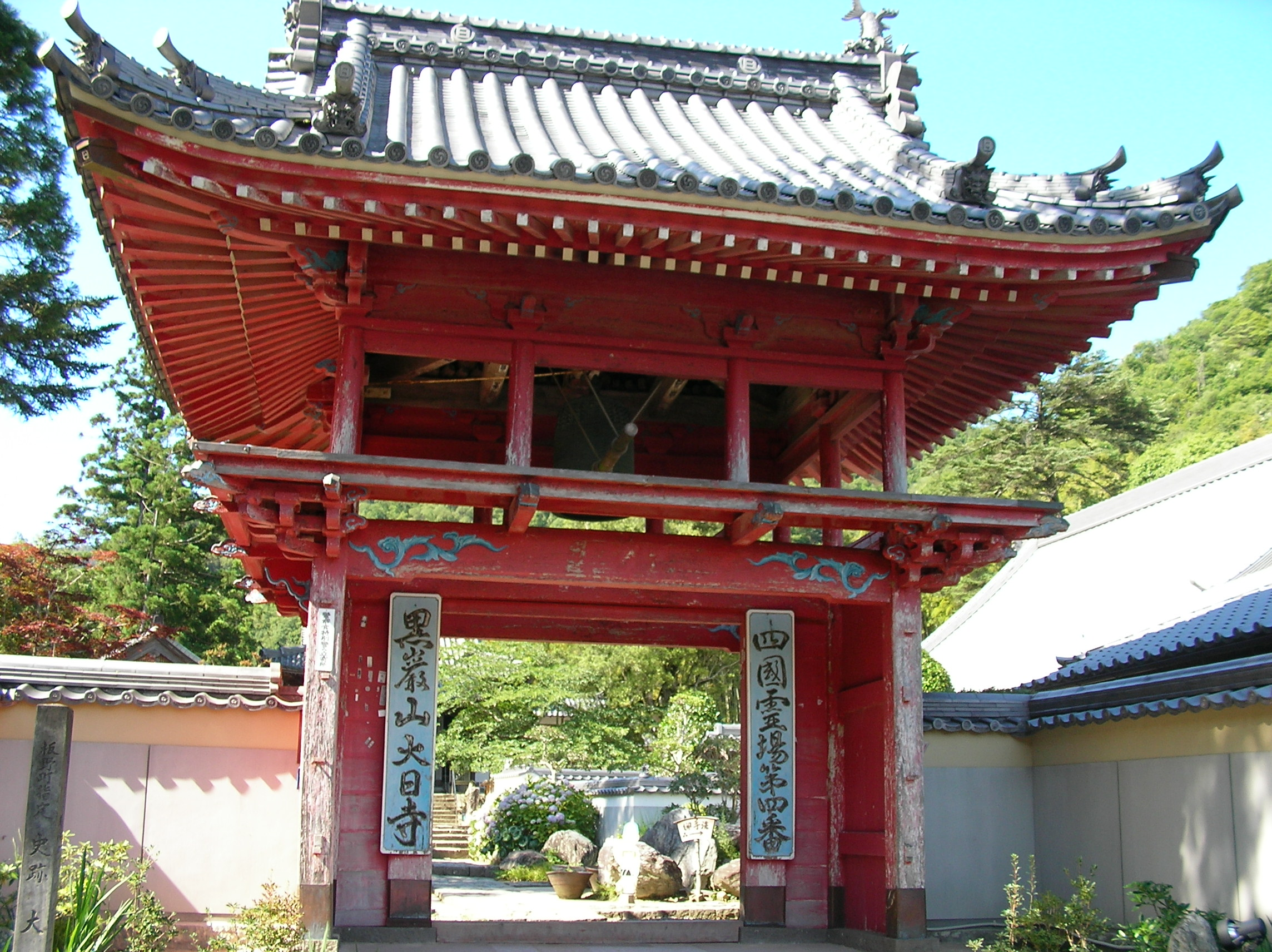
Tempeltor
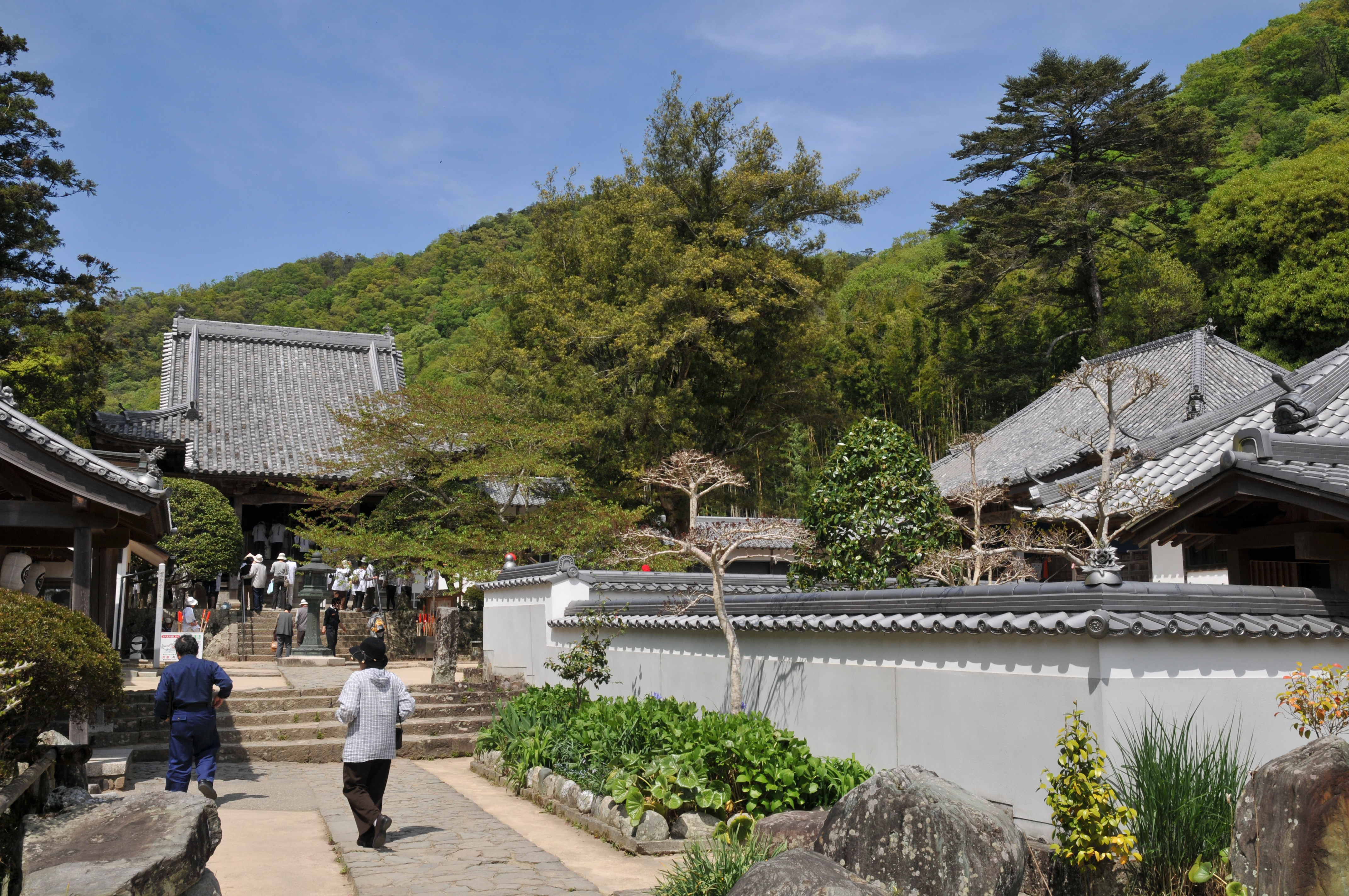
Blick zur Haupthalle
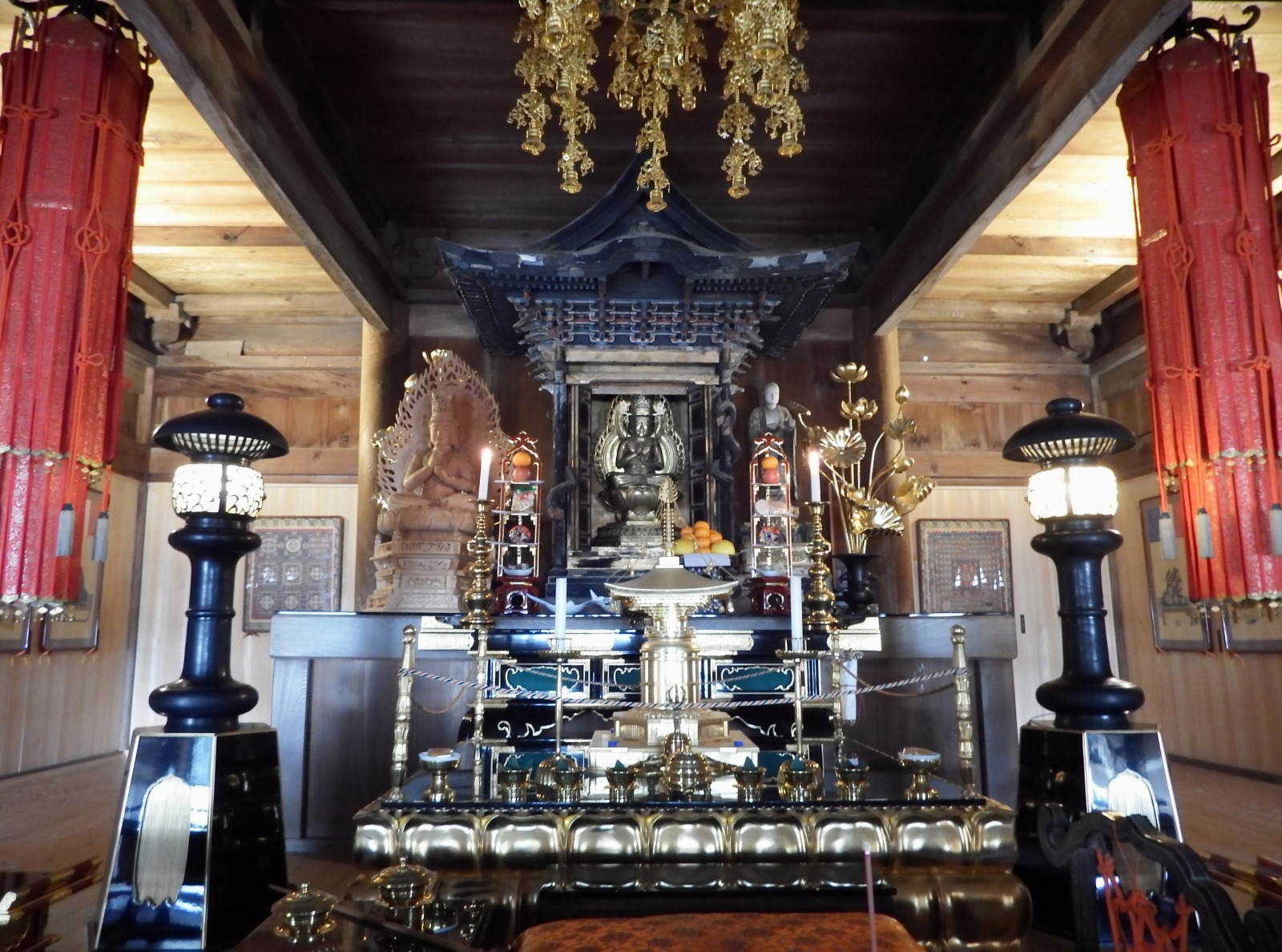
Haupthalle innen
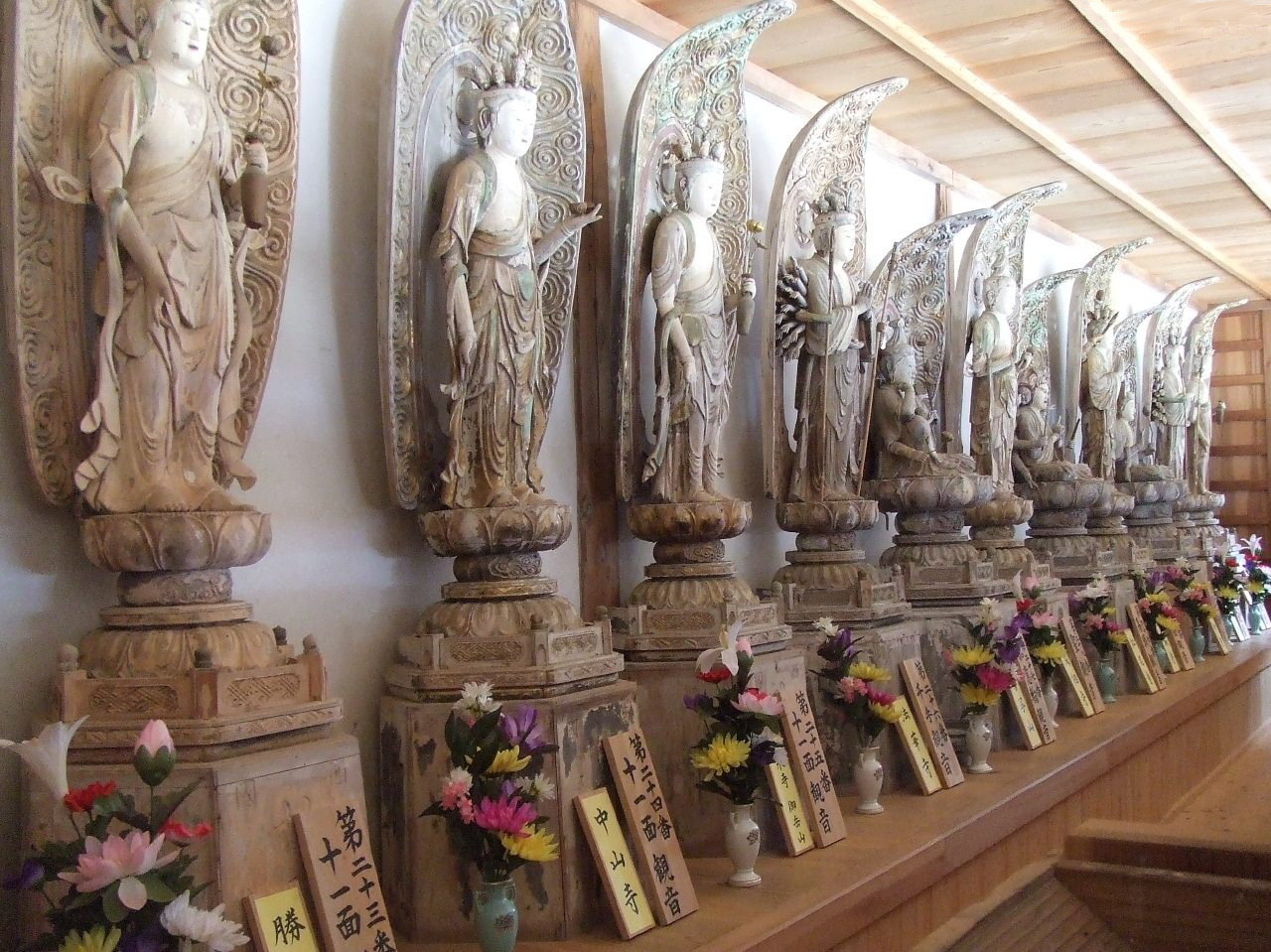
Die Kannon-Statuen im Gang
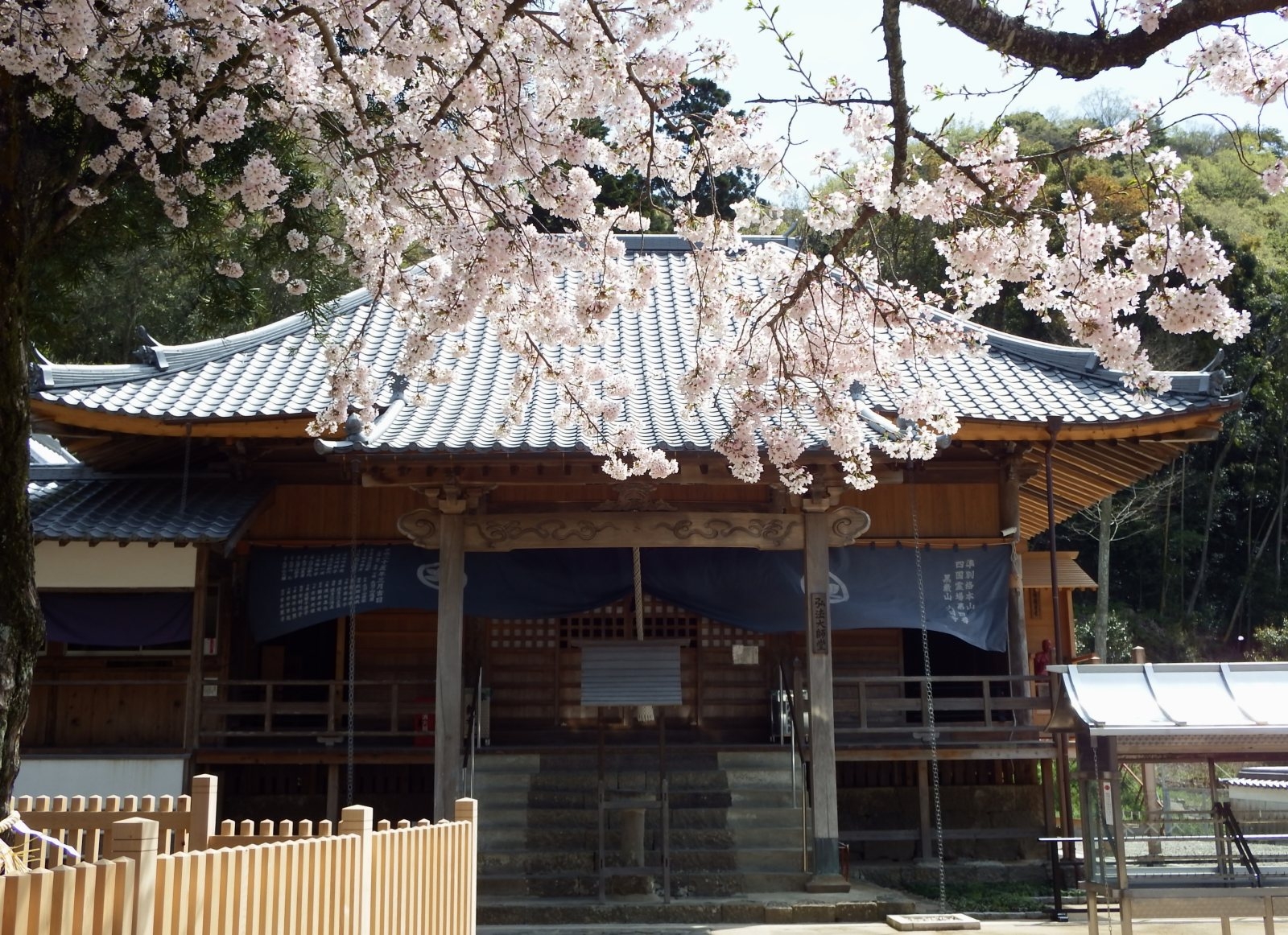
Taishidō